# Oxyurichthys viridis
Oxyurichthys viridis är en fiskart som beskrevs av Herre 1927. Oxyurichthys viridis ingår i släktet Oxyurichthys och familjen smörbultsfiskar. Inga underarter finns listade i Catalogue of Life.